# Agostino Ghesini
Agostino Ghesini (Ravenna, 4 agosto 1958) è un ex giavellottista italiano, sei volte campione italiano della specialità.
Medaglia d'oro ai IX Giochi del Mediterraneo di Casablanca 1983

## Biografia
Partecipò ai Giochi della XXIII Olimpiade a Los Angeles: partito con ambizioni quantomeno da podio, risentì di un fastidio alla spalla evidenziatosi una ventina di giorni prima durante l'ultima gara preolimpica e si classificò soltanto al 23º posto. Il suo primato personale è di 89,12 metri, ottenuto nel 1983 a Ravenna, con il quale migliorò il precedente primato italiano (che all'epoca fu anche record del mondo) stabilito nel 1961 da Carlo Lievore. Vinse il titolo di campione nazionale cinque volte, continuativamente dal 1981 al 1984 e poi nel 1986.

## Palmarès
Si precisa che fino al 1986 le misure erano più lunghe perché era in vigore il vecchio attrezzo.
| Anno | Manifestazione          | Sede        | Evento                 | Risultato | Prestazione | Note |
| ---- | ----------------------- | ----------- | ---------------------- | --------- | ----------- | ---- |
| 1982 | Europei                 | Atene       | Lancio del giavellotto | 8º        | 81,10 m     |      |
| 1983 | Giochi del Mediterraneo | Casablanca  | Lancio del giavellotto | Oro       | 79,28 m     |      |
| 1984 | Giochi olimpici         | Los Angeles | Lancio del giavellotto | 23º       | 72,96 m     |      |

## Campionati nazionali
1981
- ai Campionati italiani assoluti di atletica leggera, lancio del giavellotto - 79,66 m

1982
- ai Campionati italiani assoluti di atletica leggera, lancio del giavellotto - 79,22 m

1983
- ai Campionati italiani assoluti di atletica leggera, lancio del giavellotto - 82,98 m

1984
- ai Campionati italiani assoluti di atletica leggera, lancio del giavellotto - 76,84 m

1986
- ai Campionati italiani assoluti di atletica leggera, lancio del giavellotto - 74,92 m

1987
- Argento ai campionati italiani assoluti, lancio del giavellotto - 72,30 m

1991
- ai Campionati italiani invernali di lanci, lancio del giavellotto - 69,92 m